# Деструдо
Дестру́до (лат. Destrudo) — термин, используемый в психоанализе для обозначения величины энергии морти́до (или инстинкта смерти). В этом смысле деструдо является идеальной противоположностью либидо инстинкта жизни и входит в более широкий комплекс понятий и действующих сил танатоса.

## История термина
Сам по себе термин инстинкта смерти в середине 1910-х годов ввела Сабина Шпильрейн, состоятельная студентка и пациентка, сначала лечившаяся в Австрии и Швейцарии у Карла Юнга, а затем ставшая его ученицей и любовницей. В первое время как сама Сабина, так и её открытие вызвали недоверие у Фрейда, и только спустя несколько лет он признал правомерность существования такого деструктивного явления в сфере инстинктов и принципиальную правоту русской ученицы. Спустя пять лет после революции 1917 года Сабина была вынуждена вернуться в Россию, и её связи с психоаналитическим сообществом были прерваны надолго, а затем и навсегда. Возможно, именно по этой причине тема инстинкта смерти в течение последующих двадцати лет оставалась относительно неразработанной в классическом психоанализе. Сам Фрейд в основном и прежде всего занимался активной разработкой понятия либидо в части его влияния на психологию и психопатологию, а потому воспринимал мортидо и деструдо как побочный и не слишком существенный мотив психики. Также и после смерти Зигмунда Фрейда тема деструдо (и говоря шире, тема инстинкта смерти вообще) осталась относительно слабо разработанной в психоанализе, что позволяет, в свою очередь, сделать выводы относительно характера и профессиональной мотивации классического психоанализа.
Именно из величины и активности деструдо в 1930-е годы выводили едва ли не все суицидные (деструктивные) мотивы в поведении и мотивациях человека. Кроме того, с ним связывали также различные проявления агрессивного поведения, имея в виду сублимацию деструдо в другие области психики. Механизм действия деструдо выглядел примерно так: стремление к суициду (мортидо), неизбежно наталкиваясь на побеждающий его инстинкт жизни, в виде отрицательной энергии действия ищет иного выхода, направляя своё потенциально разрушительное действие на окружающих людей или другие значимые предметы внешнего мира.
Отдельным образом не следует путать деструдо и мортидо, принимая во внимание тесную взаимосвязь этих двух терминов (и равным образом движущих начал в человеческой психике). В известном смысле деструдо является производным от мортидо, поскольку обозначает собой величину и векторную активность инстинкта смерти, а также текущее (в настоящий момент времени) состояние психики пациента (или анализируемого субъекта) по отношению к этим мотивациям.